# Mil horas
«Mil horas» es una canción y sencillo de la banda argentina Los Abuelos de la Nada, incluida en su segundo álbum de estudio Vasos y besos de 1983. Fue compuesta por Andrés Calamaro y Marcelo Scornik, llegó a ser uno de los éxitos más grandes de la banda, y fue una de las canciones más conocidas dentro del rock en español de los años 80.
VH1 Latinoamérica la colocó en el número cinco de la lista de las 100 grandiosas canciones de los 80's en español, mientras que la revista Rolling Stone en el puesto 14 de los 100 hits del rock argentino en 2002, así como el puesto 77 en una clasificación similar hecha en 2007 por el sitio web argentino Rock y el puesto 38 en la clasificación de las 500 mejores canciones iberoamericanas de rock por la revista estadounidense Al borde en 2006.

## Historia

### Origen y significado de la canción
Una de las interpretaciones más comunes es acerca de la apología a las drogas, y no un canto al desamor, o una composición sobre los avatares de la vida, también es interpretada como un manifiesto contra la Guerra de las Malvinas de 1982.
Con el auge del rock en español, el éxito de los Abuelos de la Nada mantiene juventud y vigencia a fuerza de repetición intensiva en las radios locales, que han mantenido en pie la canción 25 años después de haber sido editada.
Incluida en la segunda placa de Los Abuelos de la Nada, Vasos y besos, «Mil horas» es probablemente, para Calamaro la madre de todas sus canciones, una de las semillas primigenias de una discografía compuesta por álbumes dobles, quíntuples, regresos, directos, perdidos, encontrados y un puñado de temas en la punta de la lengua popular.

Quizás el público de Los Redondos me quiere por la frase «muerdo el anzuelo y vuelvo a empezar de nuevo», que es una de las mil que escribí para hablar de drogas sin que se notara. O por «Mil horas», que habla de una estrella roja que era un ácido. ¿O «Una estrella roja sobre Argentina» era una imagen sobre la sangre? No lo sé. Pero sí sé que nací un 22 de agosto, el mismo día de la Masacre de Trelew. «Tengo un cohete en el pantalón» es el porro. Hablé de todo eso cuando nadie hablaba de eso (...)
Andrés Calamaro

En el camino, a «Mil horas» le han salido varios homenajes al frente, entre ellos en voz y música de Los Enanitos Verdes, The Sacados y Los Tipitos. Existe una versión muy popular en México de La sonora dinamita. Los entendidos alguna vez creyeron que el tema había llegado a su última frontera con la versión del Sindicato Argentino del Hip Hop, pero un reciente cover de Magic Juan parece demostrar que la canción «Mil horas» continúa redescubriéndose en nuevos registros.
En mayo de 2024, la artista argentina Lali Espósito reversionó el tema.

## Lista de formatos
- Sencillo de 1983

| Lado A |             |                 |          |  |
| N.º    | Título      | Escritor(es)    | Duración |  |
| 1.     | «Mil horas» | Andrés Calamaro | 2:48     |  |

| Lado B |                   |                 |          |  |
| N.º    | Título            | Escritor(es)    | Duración |  |
| 1.     | «Así es el calor» | Gringui Herrera | 2:38     |  |
| 5:26   |                   |                 |          |  |

- Sencillo de 1985

| Lado A |             |                 |          |  |
| N.º    | Título      | Escritor(es)    | Duración |  |
| 1.     | «Mil horas» | Andrés Calamaro | 2:50     |  |

| Lado B |                    |                 |          |  |
| N.º    | Título             | Escritor(es)    | Duración |  |
| 1.     | «Mil horas (Live)» | Andrés Calamaro | 3:03     |  |
| 5:53   |                    |                 |          |  |

- Sencillo de 1988

| Lado A |             |                 |          |  |
| N.º    | Título      | Escritor(es)    | Duración |  |
| 1.     | «Mil horas» | Andrés Calamaro | 2:50     |  |

| Lado B |                         |              |          |  |
| N.º    | Título                  | Escritor(es) | Duración |  |
| 1.     | «Radioactividad radial» |              |          |  |

## Presentaciones en vivo
- Estadio Luna Park, mayo de 1984.
- Estudio Badía & Cía., agosto de 1984.
- Teatro Ópera, Buenos Aires, junio de 1985.

## Créditos
- Andrés Calamaro: voz y sintetizadores.
- Gustavo Bazterrica: guitarra eléctrica.
- Cachorro López: bajo.
- Daniel Melingo: saxofón.
- Polo Corbella: batería hibrida.

## Versiones
- En 2006 la banda argentina Los Tipitos realizó una versión para un tributo a Andrés Calamaro. Grabada y mezclada en Del Abasto al Pasto por Álvaro Villagra para el álbum Calamaro querido! (Cantando al salmón). Fue producida y arreglada por Álvaro Villagra y Los Tipitos. Esa misma versión apareció en 2017 en el disco Rock nacional.
- En 2016, el conjunto mexicano La Sonora Santanera grabó una versión tropical la canción en su disco de 60 aniversario.
- El grupo dominicano, Los Hermanos Rosario también hicieron una versión en merengue para el 1992.
- El grupo tropical colombiano La Sonora Dinamita lanzó su versión de cumbia a fines de la década de los 80.
- La canción tuvo una versión por el grupo de rock argentino Enanitos Verdes.
- Fue versionada por el cantante español Álex Ubago, en Calle ilusión (2009).
- La canción fue también versionada por Magic Juan.
- En España quien la estrenó fue la argentina Marcela Ferrari.
- En Uruguay fue versionada a modo Cover por el cantante Rubén Rada para su disco Rada Fan del año 2010 donde reversiona canciones de varios cantantes de los cuales se considera Fan como Fito Páez, Charly García, Hugo y Osvaldo Fattorusso, Litto Nebbia, etc.
- Quizá la versión más cuestionada es la versión del grupo de cumbia villera Dedo Verde.
- En Colombia una versión de la cantante Karol G.
- En Colombia, Cholo Valderrama como parte del Álbum "De best of de best vol. 2" de Virgin Mobile.[2]
- La banda de post-hardcore Melian hizo un cover de la canción.
- En 2024, Cachorro López reversionó la canción con la voz de Lali.